# Rhachoepalpus nova
Rhachoepalpus nova là một loài ruồi trong họ Tachinidae.